# Darío Herrera Martínez
Darío Herrera (Supe, Barranca, 28 de abril de 1959 - 23 de mayo del 2017) fue un futbolista y entrenador peruano que jugaba de guardameta.

## Trayectoria
Llegó proveniente de Juventud La Palma a Sport Boys en 1977 y con este club logró el título del 1984.
Regresó a Juventud La Palma y jugó luego por Unión Huaral y Deportivo AELU. Con el equipo huaralino fue campeón del Descentralizado 1989. Tras su retiro fue entrenador de algunos clubes de Copa Perú.

## Extraña muerte
El 23 de mayo de 2017 fue encontrado un cuerpo ahogado en una playa de Barranca, el cual no llevaba identidad alguna. El 3 de febrero del 2018, tras más de 8 meses de búsqueda y a pedido de su familia de reabrir el caso, fue identificado como el exfutbolista luego de los análisis forenses.

## Selección Peruana
Con la selección peruana fue internacional en una oportunidad en un amistoso jugado en 1979 contra Colombia.

## Clubes
| Club              | País | Año         |
| ----------------- | ---- | ----------- |
| Juventud La Palma | Perú | 1975 - 1976 |
| Sport Boys        | Perú | 1977 - 1984 |
| Juventud La Palma | Perú | 1985 - 1987 |
| Unión Huaral      | Perú | 1988 - 1990 |
| Sport Boys        | Perú | 1991        |
| Deportivo AELU    | Perú | 1992        |
| Unión Huaral      | Perú | 1993        |

## Palmarés

### Campeonatos nacionales
| Título           | Club         | País | Año  |
| ---------------- | ------------ | ---- | ---- |
| Primera División | Sport Boys   | Perú | 1984 |
| Primera División | Unión Huaral | Perú | 1989 |